# Seznam členů Poslanecké sněmovny Parlamentu České republiky po volbách 2017
Seznam členů Poslanecké sněmovny Parlamentu České republiky po volbách 2017 uvádí přehled poslanců zvolených do Poslanecké sněmovny Parlamentu České republiky ve volbách konaných ve dnech 20. a 21. října 2017.

## Grafické znázornění
Strany seřazeny podle politických pozic
| 15   | 15   | 22     | 78  | 10      | 6    | 7      | 25  | 22  |
| KSČM | ČSSD | Piráti | ANO | KDU-ČSL | STAN | TOP 09 | ODS | SPD |

| Navrhující strana | Muži | Ženy | Celkem |
| ----------------- | ---- | ---- | ------ |
| ANO               | 58   | 20   | 78     |
| ODS               | 20   | 5    | 25     |
| Piráti            | 19   | 3    | 22     |
| SPD               | 16   | 6    | 22     |
| ČSSD              | 13   | 2    | 15     |
| KSČM              | 12   | 3    | 15     |
| KDU-ČSL           | 9    | 1    | 10     |
| TOP 09            | 5    | 2    | 7      |
| STAN              | 4    | 2    | 6      |
| Celkem            | 156  | 44   | 200    |

## Seznam poslanců
| Seznam poslanců podle kandidátních listin | Seznam poslanců podle kandidátních listin | Seznam poslanců podle kandidátních listin | Seznam poslanců podle kandidátních listin | Seznam poslanců podle kandidátních listin | Seznam poslanců podle kandidátních listin | Seznam poslanců podle kandidátních listin | Seznam poslanců podle kandidátních listin |
| Jméno                                     | Navrhující strana                         | Politická příslušnost                     | Zvolen v kraji                            | Přednostní hlasy absolutně                | Přednostní hlasy v %                      | Pořadové číslo                            | Dosažené pořadí                           |
| ----------------------------------------- | ----------------------------------------- | ----------------------------------------- | ----------------------------------------- | ----------------------------------------- | ----------------------------------------- | ----------------------------------------- | ----------------------------------------- |
| Ivan Adamec                               | ODS                                       | ODS                                       | Královéhradecký                           | 2 673                                     | 8,29                                      | 1                                         | 1                                         |
| Věra Adámková                             | ANO                                       | BEZPP                                     | Hl. m. Praha                              | 5 064                                     | 4,06                                      | 3                                         | 4                                         |
| Hana Aulická Jírovcová                    | KSČM                                      | KSČM                                      | Ústecký                                   | 2 759                                     | 8,20                                      | 1                                         | 1                                         |
| Andrej Babiš                              | ANO                                       | ANO                                       | Středočeský                               | 48 645                                    | 25,68                                     | 1                                         | 1                                         |
| Andrea Babišová                           | ANO                                       | ANO                                       | Moravskoslezský                           | 6 043                                     | 3,11                                      | 8                                         | 8                                         |
| Ondřej Babka                              | ANO                                       | ANO                                       | Jihočeský                                 | 1 168                                     | 1,28                                      | 6                                         | 6                                         |
| Margita Balaštíková                       | ANO                                       | ANO                                       | Zlínský                                   | 2 489                                     | 2,93                                      | 3                                         | 3                                         |
| Dana Balcarová                            | Piráti                                    | Piráti                                    | Hl. m. Praha                              | 5 463                                     | 5,07                                      | 2                                         | 2                                         |
| Lukáš Bartoň                              | Piráti                                    | Piráti                                    | Plzeňský                                  | 2 366                                     | 8,69                                      | 1                                         | 1                                         |
| Ivan Bartoš                               | Piráti                                    | Piráti                                    | Středočeský                               | 13 361                                    | 16,73                                     | 1                                         | 1                                         |
| Jan Bartošek                              | KDU-ČSL                                   | KDU-ČSL                                   | Jihočeský                                 | 1 900                                     | 11,18                                     | 1                                         | 1                                         |
| Jan Bauer                                 | ODS                                       | ODS                                       | Jihočeský                                 | 2 442                                     | 6,38                                      | 2                                         | 2                                         |
| Martin Baxa                               | ODS                                       | ODS                                       | Plzeňský                                  | 4 655                                     | 14,17                                     | 3                                         | 1                                         |
| Jiří Běhounek                             | ČSSD                                      | BEZPP                                     | Vysočina                                  | 2 548                                     | 10,34                                     | 1                                         | 1                                         |
| Petr Beitl                                | ODS                                       | ODS                                       | Liberecký                                 | 2 036                                     | 9,48                                      | 1                                         | 1                                         |
| Josef Bělica                              | ANO                                       | ANO                                       | Moravskoslezský                           | 3 047                                     | 1,57                                      | 6                                         | 6                                         |
| Pavel Bělobrádek                          | KDU-ČSL                                   | KDU-ČSL                                   | Královéhradecký                           | 3 757                                     | 23,05                                     | 1                                         | 1                                         |
| Marek Benda                               | ODS                                       | ODS                                       | Hl. m. Praha                              | 6 183                                     | 6,23                                      | 6                                         | 5                                         |
| Petr Bendl                                | ODS                                       | ODS                                       | Středočeský                               | 3 963                                     | 4,63                                      | 4                                         | 5                                         |
| Ondřej Benešík                            | KDU-ČSL                                   | KDU-ČSL                                   | Zlínský                                   | 4 150                                     | 12,33                                     | 1                                         | 1                                         |
| Stanislav Berkovec                        | ANO                                       | ANO                                       | Středočeský                               | 2 827                                     | 1,49                                      | 7                                         | 7                                         |
| Jan Birke                                 | ČSSD                                      | ČSSD                                      | Královéhradecký                           | 1 660                                     | 9,15                                      | 1                                         | 1                                         |
| Jiří Bláha                                | ANO                                       | BEZPP                                     | Liberecký                                 | 4 950                                     | 7,94                                      | 1                                         | 1                                         |
| Stanislav Blaha                           | ODS                                       | ODS                                       | Zlínský                                   | 2 483                                     | 8,63                                      | 1                                         | 1                                         |
| Pavel Blažek                              | ODS                                       | ODS                                       | Jihomoravský                              | 3 702                                     | 5,34                                      | 2                                         | 2                                         |
| Irena Blažková                            | ANO                                       | ANO                                       | Olomoucký                                 | 2 016                                     | 2,10                                      | 5                                         | 6                                         |
| Marian Bojko                              | SPD                                       | SPD                                       | Moravskoslezský                           | 3 041                                     | 3,99                                      | 2                                         | 2                                         |
| Richard Brabec                            | ANO                                       | ANO                                       | Ústecký                                   | 8 065                                     | 6,32                                      | 1                                         | 1                                         |
| Milan Brázdil                             | ANO                                       | ANO                                       | Olomoucký                                 | 7 208                                     | 7,51                                      | 6                                         | 1                                         |
| Andrea Brzobohatá                         | ANO                                       | BEZPP                                     | Středočeský                               | 3 578                                     | 1,88                                      | 3                                         | 4                                         |
| Jaroslav Bžoch                            | ANO                                       | ANO                                       | Ústecký                                   | 1 281                                     | 1,00                                      | 6                                         | 6                                         |
| Lukáš Černohorský                         | Piráti                                    | Piráti                                    | Moravskoslezský                           | 2 336                                     | 4,93                                      | 1                                         | 1                                         |
| Jana Černochová                           | ODS                                       | ODS                                       | Hl. m. Praha                              | 12 426                                    | 12,52                                     | 1                                         | 2                                         |
| Alexander Černý                           | KSČM                                      | KSČM                                      | Olomoucký                                 | 1 822                                     | 6,78                                      | 1                                         | 1                                         |
| Monika Červíčková                         | ANO                                       | ANO                                       | Hl. m. Praha                              | 1 478                                     | 1,18                                      | 6                                         | 7                                         |
| Jan Čižinský                              | KDU-ČSL                                   | KDU-ČSL                                   | Hl. m. Praha                              | 6 746                                     | 23,14                                     | 2                                         | 1                                         |
| Jiří Dolejš                               | KSČM                                      | KSČM                                      | Hl. m. Praha                              | 4 124                                     | 14,64                                     | 2                                         | 1                                         |
| Petr Dolínek                              | ČSSD                                      | ČSSD                                      | Hl. m. Praha                              | 2 322                                     | 6,81                                      | 1                                         | 1                                         |
| Klára Dostálová                           | ANO                                       | BEZPP                                     | Královéhradecký                           | 5 237                                     | 5,91                                      | 1                                         | 1                                         |
| Lenka Dražilová                           | ANO                                       | ANO                                       | Jihomoravský                              | 2 914                                     | 1,82                                      | 5                                         | 5                                         |
| Jaroslav Dvořák                           | SPD                                       | SPD                                       | Zlínský                                   | 1 693                                     | 4,45                                      | 2                                         | 2                                         |
| František Elfmark                         | Piráti                                    | BEZPP                                     | Zlínský                                   | 1 504                                     | 6,05                                      | 2                                         | 1                                         |
| Jaroslav Faltýnek                         | ANO                                       | ANO                                       | Vysočina                                  | 5 339                                     | 7,09                                      | 1                                         | 1                                         |
| Kamal Farhan                              | ANO                                       | ANO                                       | Plzeňský                                  | 1 913                                     | 2,27                                      | 5                                         | 5                                         |
| Jan Farský                                | STAN                                      | STAN                                      | Hl. m. Praha                              | 5 269                                     | 17,04                                     | 1                                         | 1                                         |
| Milan Feranec                             | ANO                                       | ANO                                       | Olomoucký                                 | 2 461                                     | 2,56                                      | 3                                         | 4                                         |
| Dominik Feri                              | TOP 09                                    | TOP 09                                    | Hl. m. Praha                              | 15 003                                    | 19,40                                     | 36                                        | 2                                         |
| Mikuláš Ferjenčík                         | Piráti                                    | Piráti                                    | Pardubický                                | 1 661                                     | 6,11                                      | 1                                         | 1                                         |
| Petr Fiala                                | ODS                                       | ODS                                       | Jihomoravský                              | 13 035                                    | 18,80                                     | 1                                         | 1                                         |
| Radim Fiala                               | SPD                                       | SPD                                       | Olomoucký                                 | 2 929                                     | 7,07                                      | 1                                         | 1                                         |
| Eva Fialová                               | ANO                                       | BEZPP                                     | Ústecký                                   | 3 631                                     | 2,84                                      | 4                                         | 4                                         |
| Vojtěch Filip                             | KSČM                                      | KSČM                                      | Jihočeský                                 | 4 691                                     | 15,94                                     | 1                                         | 1                                         |
| Jaroslav Foldyna                          | ČSSD                                      | ČSSD                                      | Ústecký                                   | 2 391                                     | 10,64                                     | 1                                         | 1                                         |
| Stanislav Fridrich                        | ANO                                       | BEZPP                                     | Moravskoslezský                           | 1 530                                     | 0,78                                      | 7                                         | 7                                         |
| Alena Gajdůšková                          | ČSSD                                      | ČSSD                                      | Zlínský                                   | 1 766                                     | 8,63                                      | 2                                         | 1                                         |
| Petr Gazdík                               | STAN                                      | STAN                                      | Zlínský                                   | 2 296                                     | 13,37                                     | 1                                         | 1                                         |
| Pavla Golasowská                          | KDU-ČSL                                   | KDU-ČSL                                   | Moravskoslezský                           | 3 686                                     | 10,42                                     | 1                                         | 1                                         |
| Miroslav Grebeníček                       | KSČM                                      | KSČM                                      | Jihomoravský                              | 3 786                                     | 8,06                                      | 6                                         | 1                                         |
| Stanislav Grospič                         | KSČM                                      | KSČM                                      | Středočeský                               | 3 366                                     | 7,05                                      | 1                                         | 1                                         |
| Josef Hájek                               | ANO                                       | ANO                                       | Moravskoslezský                           | 4 455                                     | 2,29                                      | 2                                         | 2                                         |
| Jan Hamáček                               | ČSSD                                      | ČSSD                                      | Středočeský                               | 4 348                                     | 9,91                                      | 1                                         | 1                                         |
| Tomáš Hanzel                              | ČSSD                                      | ČSSD                                      | Moravskoslezský                           | 2 132                                     | 4,40                                      | 2                                         | 2                                         |
| Jiří Hlavatý                              | ANO                                       | BEZPP                                     | Královéhradecký                           | 4 859                                     | 5,48                                      | 18                                        | 2                                         |
| Milan Hnilička                            | ANO                                       | BEZPP                                     | Středočeský                               | 8 188                                     | 4,32                                      | 2                                         | 3                                         |
| Jaroslav Holík                            | SPD                                       | SPD                                       | Zlínský                                   | 1 426                                     | 3,75                                      | 1                                         | 1                                         |
| Radek Holomčík                            | Piráti                                    | Piráti                                    | Jihomoravský                              | 2 573                                     | 4,83                                      | 1                                         | 1                                         |
| Libor Hoppe                               | ODS                                       | ODS                                       | Jihomoravský                              | 1 535                                     | 2,21                                      | 4                                         | 5                                         |
| Jan Hrnčíř                                | SPD                                       | SPD                                       | Jihomoravský                              | 2 968                                     | 4,36                                      | 1                                         | 1                                         |
| Tereza Hyťhová                            | SPD                                       | SPD                                       | Ústecký                                   | 1 988                                     | 4,64                                      | 1                                         | 1                                         |
| Milan Chovanec                            | ČSSD                                      | ČSSD                                      | Plzeňský                                  | 2 917                                     | 13,47                                     | 1                                         | 1                                         |
| Jan Chvojka                               | ČSSD                                      | ČSSD                                      | Pardubický                                | 1 860                                     | 9,64                                      | 1                                         | 1                                         |
| Ivan Jáč                                  | ANO                                       | BEZPP                                     | Liberecký                                 | 3 040                                     | 4,87                                      | 2                                         | 3                                         |
| Jan Jakob                                 | TOP 09                                    | TOP 09                                    | Středočeský                               | 2 170                                     | 5,18                                      | 2                                         | 2                                         |
| Jakub Janda                               | ODS                                       | ODS                                       | Moravskoslezský                           | 2 265                                     | 5,53                                      | 4                                         | 2                                         |
| Miloslav Janulík                          | ANO                                       | ANO                                       | Jihomoravský                              | 3 364                                     | 2,10                                      | 3                                         | 3                                         |
| Monika Jarošová                           | SPD                                       | SPD                                       | Ústecký                                   | 1 154                                     | 2,69                                      | 2                                         | 2                                         |
| Pavel Jelínek                             | SPD                                       | SPD                                       | Olomoucký                                 | 1 339                                     | 3,23                                      | 2                                         | 2                                         |
| Martin Jiránek                            | Piráti                                    | Piráti                                    | Královéhradecký                           | 1 907                                     | 6,37                                      | 1                                         | 1                                         |
| Aleš Juchelka                             | ANO                                       | BEZPP                                     | Moravskoslezský                           | 5 033                                     | 2,59                                      | 3                                         | 3                                         |
| Stanislav Juránek                         | KDU-ČSL                                   | KDU-ČSL                                   | Jihomoravský                              | 9 225                                     | 17,62                                     | 7                                         | 1                                         |
| Marian Jurečka                            | KDU-ČSL                                   | KDU-ČSL                                   | Olomoucký                                 | 5 889                                     | 23,31                                     | 1                                         | 1                                         |
| Pavel Juříček                             | ANO                                       | ANO                                       | Moravskoslezský                           | 4 376                                     | 2,25                                      | 4                                         | 4                                         |
| Iva Kalátová                              | ANO                                       | ANO                                       | Karlovarský                               | 877                                       | 2,02                                      | 5                                         | 5                                         |
| Adam Kalous                               | ANO                                       | ANO                                       | Olomoucký                                 | 3 115                                     | 3,24                                      | 4                                         | 5                                         |
| Miroslav Kalousek                         | TOP 09                                    | TOP 09                                    | Středočeský                               | 8 018                                     | 19,16                                     | 1                                         | 1                                         |
| Vít Kaňkovský                             | KDU-ČSL                                   | KDU-ČSL                                   | Vysočina                                  | 3 065                                     | 12,61                                     | 1                                         | 1                                         |
| David Kasal                               | ANO                                       | ANO                                       | Pardubický                                | 6 738                                     | 8,47                                      | 4                                         | 1                                         |
| Václav Klaus                              | ODS                                       | ODS                                       | Hl. m. Praha                              | 22 635                                    | 22,82                                     | 3                                         | 1                                         |
| Jiří Kobza                                | SPD                                       | SPD                                       | Hl. m. Praha                              | 2 318                                     | 6,52                                      | 1                                         | 1                                         |
| Jiří Kohoutek                             | SPD                                       | SPD                                       | Pardubický                                | 745                                       | 2,84                                      | 1                                         | 1                                         |
| Tomáš Kohoutek                            | ANO                                       | ANO                                       | Ústecký                                   | 2 722                                     | 2,13                                      | 5                                         | 5                                         |
| Lukáš Kolářík                             | Piráti                                    | Piráti                                    | Jihočeský                                 | 1 152                                     | 3,47                                      | 1                                         | 1                                         |
| Martin Kolovratník                        | ANO                                       | ANO                                       | Pardubický                                | 4 996                                     | 6,28                                      | 1                                         | 2                                         |
| Vladimír Koníček                          | KSČM                                      | KSČM                                      | Zlínský                                   | 1 475                                     | 7,13                                      | 1                                         | 1                                         |
| František Kopřiva                         | Piráti                                    | Piráti                                    | Středočeský                               | 2 224                                     | 2,78                                      | 3                                         | 3                                         |
| Barbora Kořanová                          | ANO                                       | ANO                                       | Plzeňský                                  | 2 249                                     | 2,67                                      | 4                                         | 4                                         |
| Radek Koten                               | SPD                                       | SPD                                       | Vysočina                                  | 675                                       | 2,67                                      | 1                                         | 1                                         |
| Josef Kott                                | ANO                                       | ANO                                       | Vysočina                                  | 1 833                                     | 2,43                                      | 2                                         | 2                                         |
| Pavel Kováčik                             | KSČM                                      | KSČM                                      | Vysočina                                  | 2 552                                     | 10,27                                     | 1                                         | 1                                         |
| Věra Kovářová                             | STAN                                      | STAN                                      | Středočeský                               | 1 832                                     | 3,43                                      | 2                                         | 2                                         |
| Lenka Kozlová                             | Piráti                                    | Piráti                                    | Středočeský                               | 3 021                                     | 3,78                                      | 2                                         | 2                                         |
| Robert Králíček                           | ANO                                       | ANO                                       | Hl. m. Praha                              | 1 035                                     | 0,83                                      | 5                                         | 6                                         |
| Karel Krejza                              | ODS                                       | ODS                                       | Ústecký                                   | 1 709                                     | 5,30                                      | 1                                         | 1                                         |
| Jana Krutáková                            | STAN                                      | STAN                                      | Jihomoravský                              | 745                                       | 3,51                                      | 1                                         | 1                                         |
| Roman Kubíček                             | ANO                                       | ANO                                       | Jihočeský                                 | 2 149                                     | 2,36                                      | 2                                         | 2                                         |
| Jan Kubík                                 | ANO                                       | ANO                                       | Jihočeský                                 | 1 354                                     | 1,48                                      | 5                                         | 5                                         |
| Martin Kupka                              | ODS                                       | ODS                                       | Středočeský                               | 4 320                                     | 5,05                                      | 31                                        | 2                                         |
| Jaroslav Kytýr                            | ANO                                       | ANO                                       | Pardubický                                | 1 882                                     | 2,36                                      | 3                                         | 4                                         |
| Helena Langšádlová                        | TOP 09                                    | TOP 09                                    | Středočeský                               | 3 447                                     | 8,23                                      | 5                                         | 2                                         |
| Jana Levová                               | SPD                                       | SPD                                       | Plzeňský                                  | 1 496                                     | 5,21                                      | 1                                         | 1                                         |
| Jan Lipavský                              | Piráti                                    | Piráti                                    | Hl. m. Praha                              | 1 634                                     | 1,51                                      | 5                                         | 5                                         |
| Leo Luzar                                 | KSČM                                      | KSČM                                      | Moravskoslezský                           | 2 622                                     | 5,50                                      | 1                                         | 1                                         |
| Zuzana Majerová Zahradníková              | ODS                                       | ODS                                       | Olomoucký                                 | 2 390                                     | 8,76                                      | 3                                         | 1                                         |
| Taťána Malá                               | ANO                                       | ANO                                       | Jihomoravský                              | 7 034                                     | 4,39                                      | 1                                         | 1                                         |
| Přemysl Mališ                             | ANO                                       | ANO                                       | Středočeský                               | 962                                       | 0,50                                      | 9                                         | 9                                         |
| Tomáš Martínek                            | Piráti                                    | Piráti                                    | Liberecký                                 | 1 329                                     | 5,57                                      | 3                                         | 1                                         |
| Jaroslav Martinů                          | ODS                                       | ODS                                       | Pardubický                                | 1 776                                     | 6,27                                      | 6                                         | 1                                         |
| Karla Maříková                            | SPD                                       | SPD                                       | Karlovarský                               | 1 391                                     | 9,13                                      | 1                                         | 1                                         |
| Jiří Mašek                                | ANO                                       | ANO                                       | Královéhradecký                           | 4 803                                     | 5,42                                      | 6                                         | 3                                         |
| Květa Matušovská                          | KSČM                                      | KSČM                                      | Pardubický                                | 1 859                                     | 9,29                                      | 2                                         | 1                                         |
| Eva Matyášová                             | ANO                                       | ANO                                       | Královéhradecký                           | 2 437                                     | 2,75                                      | 4                                         | 6                                         |
| Ilona Mauritzová                          | ODS                                       | BEZPP                                     | Plzeňský                                  | 3 429                                     | 10,44                                     | 1                                         | 2                                         |
| Radka Maxová                              | ANO                                       | ANO                                       | Jihočeský                                 | 4 539                                     | 4,98                                      | 1                                         | 1                                         |
| Marcela Melková                           | ANO                                       | ANO                                       | Středočeský                               | 1 334                                     | 0,70                                      | 8                                         | 8                                         |
| Jiří Mihola                               | KDU-ČSL                                   | KDU-ČSL                                   | Jihomoravský                              | 6 820                                     | 13,02                                     | 1                                         | 2                                         |
| Jakub Michálek                            | Piráti                                    | Piráti                                    | Hl. m. Praha                              | 11 641                                    | 10,81                                     | 1                                         | 1                                         |
| Vojtěch Munzar                            | ODS                                       | ODS                                       | Středočeský                               | 2 341                                     | 2,74                                      | 3                                         | 4                                         |
| Patrik Nacher                             | ANO                                       | BEZPP                                     | Hl. m. Praha                              | 4 147                                     | 3,33                                      | 4                                         | 5                                         |
| František Navrkal                         | Piráti                                    | Piráti                                    | Ústecký                                   | 862                                       | 3,07                                      | 2                                         | 2                                         |
| Miroslava Němcová                         | ODS                                       | ODS                                       | Vysočina                                  | 3 652                                     | 14,05                                     | 2                                         | 1                                         |
| Ivana Nevludová                           | SPD                                       | SPD                                       | Moravskoslezský                           | 1 563                                     | 2,05                                      | 3                                         | 3                                         |
| Marek Novák                               | ANO                                       | ANO                                       | Zlínský                                   | 1 657                                     | 1,95                                      | 4                                         | 4                                         |
| Monika Oborná                             | ANO                                       | ANO                                       | Vysočina                                  | 2 524                                     | 3,35                                      | 3                                         | 3                                         |
| Tomio Okamura                             | SPD                                       | SPD                                       | Středočeský                               | 12 689                                    | 21,32                                     | 1                                         | 1                                         |
| Ladislav Okleštěk                         | ANO                                       | ANO                                       | Olomoucký                                 | 5 328                                     | 5,55                                      | 1                                         | 2                                         |
| Roman Onderka                             | ČSSD                                      | ČSSD                                      | Jihomoravský                              | 3 098                                     | 6,29                                      | 6                                         | 2                                         |
| Zdeněk Ondráček                           | KSČM                                      | KSČM                                      | Královéhradecký                           | 1 948                                     | 9,84                                      | 1                                         | 1                                         |
| Zuzana Ožanová                            | ANO                                       | ANO                                       | Moravskoslezský                           | 2 132                                     | 1,09                                      | 9                                         | 9                                         |
| Jana Pastuchová                           | ANO                                       | ANO                                       | Liberecký                                 | 4 047                                     | 6,49                                      | 3                                         | 2                                         |
| Petr Pávek                                | STAN                                      | SLK                                       | Liberecký                                 | 1 900                                     | 7,09                                      | 3                                         | 2                                         |
| Daniel Pawlas                             | KSČM                                      | KSČM                                      | Moravskoslezský                           | 2 124                                     | 4,45                                      | 2                                         | 2                                         |
| Markéta Pekarová Adamová                  | TOP 09                                    | TOP 09                                    | Hl. m. Praha                              | 12 317                                    | 15,92                                     | 2                                         | 3                                         |
| Mikuláš Peksa                             | Piráti                                    | Piráti                                    | Ústecký                                   | 1 835                                     | 6,55                                      | 1                                         | 1                                         |
| Robert Pelikán                            | ANO                                       | ANO                                       | Hl. m. Praha                              | 14 699                                    | 11,81                                     | 2                                         | 2                                         |
| Marie Pěnčíková                           | KSČM                                      | KSČM                                      | Zlínský                                   | 1 282                                     | 6,20                                      | 2                                         | 2                                         |
| František Petrtýl                         | ANO                                       | ANO                                       | Středočeský                               | 3 608                                     | 1,90                                      | 5                                         | 5                                         |
| Vojtěch Pikal                             | Piráti                                    | Piráti                                    | Olomoucký                                 | 1 809                                     | 6,96                                      | 1                                         | 1                                         |
| Pavel Plzák                               | ANO                                       | ANO                                       | Královéhradecký                           | 2 526                                     | 2,85                                      | 2                                         | 4                                         |
| Zdeněk Podal                              | SPD                                       | SPD                                       | Královéhradecký                           | 745                                       | 2,65                                      | 1                                         | 1                                         |
| Ivo Pojezný                               | KSČM                                      | KSČM                                      | Jihomoravský                              | 2 595                                     | 5,52                                      | 1                                         | 2                                         |
| Jaroslava Pokorná                         | ANO                                       | ANO                                       | Středočeský                               | 14 553                                    | 7,68                                      | 4                                         | 2                                         |
| Ondřej Polanský                           | Piráti                                    | Piráti                                    | Moravskoslezský                           | 1 488                                     | 3,14                                      | 2                                         | 2                                         |
| Jan Pošvář                                | Piráti                                    | Piráti                                    | Vysočina                                  | 790                                       | 3,02                                      | 1                                         | 1                                         |
| Milan Pour                                | ANO                                       | ANO                                       | Středočeský                               | 1 957                                     | 1,03                                      | 10                                        | 10                                        |
| David Pražák                              | ANO                                       | ANO                                       | Liberecký                                 | 1 726                                     | 2,77                                      | 4                                         | 4                                         |
| Ondřej Profant                            | Piráti                                    | Piráti                                    | Hl. m. Praha                              | 4 692                                     | 4,36                                      | 3                                         | 3                                         |
| Věra Procházková                          | ANO                                       | ANO                                       | Karlovarský                               | 2 685                                     | 6,20                                      | 3                                         | 3                                         |
| Jaroslava Puntová                         | ANO                                       | ANO                                       | Ústecký                                   | 1 768                                     | 1,38                                      | 11                                        | 11                                        |
| Pavel Pustějovský                         | ANO                                       | ANO                                       | Zlínský                                   | 2 863                                     | 3,37                                      | 2                                         | 2                                         |
| Martin Půta                               | STAN                                      | STAN                                      | Liberecký                                 | 4 470                                     | 16,69                                     | 17                                        | 1                                         |
| Karel Rais                                | ANO                                       | ANO                                       | Jihomoravský                              | 4 509                                     | 2,81                                      | 2                                         | 2                                         |
| Vít Rakušan                               | STAN                                      | STAN                                      | Středočeský                               | 7 334                                     | 13,74                                     | 1                                         | 1                                         |
| Michal Ratiborský                         | ANO                                       | ANO                                       | Moravskoslezský                           | 1 455                                     | 0,74                                      | 10                                        | 10                                        |
| Jan Richter                               | ANO                                       | ANO                                       | Ústecký                                   | 3 007                                     | 2,35                                      | 2                                         | 2                                         |
| Olga Richterová                           | Piráti                                    | Piráti                                    | Hl. m. Praha                              | 4 464                                     | 4,14                                      | 4                                         | 4                                         |
| Miloslav Rozner                           | SPD                                       | SPD                                       | Jihočeský                                 | 642                                       | 2,06                                      | 1                                         | 1                                         |
| Radek Rozvoral                            | SPD                                       | SPD                                       | Středočeský                               | 1 715                                     | 2,88                                      | 2                                         | 2                                         |
| Miloslava Rutová                          | ANO                                       | ANO                                       | Plzeňský                                  | 2 089                                     | 2,48                                      | 3                                         | 3                                         |
| Pavel Růžička                             | ANO                                       | ANO                                       | Ústecký                                   | 2 542                                     | 1,99                                      | 3                                         | 3                                         |
| Jan Řehounek                              | ANO                                       | ANO                                       | Pardubický                                | 3 628                                     | 4,56                                      | 2                                         | 3                                         |
| Petr Sadovský                             | ANO                                       | ANO                                       | Královéhradecký                           | 1 864                                     | 2,10                                      | 3                                         | 5                                         |
| Miroslav Samaš                            | ANO                                       | ANO                                       | Středočeský                               | 1 011                                     | 0,53                                      | 11                                        | 11                                        |
| Jan Schiller                              | ANO                                       | ANO                                       | Ústecký                                   | 1 868                                     | 1,46                                      | 7                                         | 7                                         |
| Karel Schwarzenberg                       | TOP 09                                    | TOP 09                                    | Hl. m. Praha                              | 19 370                                    | 25,05                                     | 1                                         | 1                                         |
| Roman Sklenák                             | ČSSD                                      | ČSSD                                      | Jihomoravský                              | 3 028                                     | 6,14                                      | 2                                         | 3                                         |
| Jan Skopeček                              | ODS                                       | ODS                                       | Středočeský                               | 6 831                                     | 7,99                                      | 1                                         | 1                                         |
| Bohuslav Sobotka                          | ČSSD                                      | ČSSD                                      | Jihomoravský                              | 7 272                                     | 14,76                                     | 1                                         | 1                                         |
| Olga Sommerová                            | TOP 09                                    | LES                                       | Hl. m. Praha                              | 9 204                                     | 11,90                                     | 6                                         | 4                                         |
| Antonín Staněk                            | ČSSD                                      | ČSSD                                      | Olomoucký                                 | 1 362                                     | 5,98                                      | 3                                         | 1                                         |
| Pavel Staněk                              | ANO                                       | ANO                                       | Jihomoravský                              | 993                                       | 0,62                                      | 6                                         | 6                                         |
| Zbyněk Stanjura                           | ODS                                       | ODS                                       | Moravskoslezský                           | 3 648                                     | 8,90                                      | 1                                         | 1                                         |
| Martin Stropnický                         | ANO                                       | ANO                                       | Hl. m. Praha                              | 18 449                                    | 14,82                                     | 1                                         | 1                                         |
| Jiří Strýček                              | ANO                                       | ANO                                       | Moravskoslezský                           | 1 922                                     | 0,99                                      | 5                                         | 5                                         |
| Bohuslav Svoboda                          | ODS                                       | ODS                                       | Hl. m. Praha                              | 12 360                                    | 12,46                                     | 4                                         | 3                                         |
| Lucie Šafránková                          | SPD                                       | SPD                                       | Jihomoravský                              | 1 884                                     | 2,77                                      | 2                                         | 2                                         |
| Pavel Šindelář                            | ODS                                       | ODS                                       | Plzeňský                                  | 808                                       | 2,46                                      | 5                                         | 6                                         |
| Karla Šlechtová                           | ANO                                       | BEZPP                                     | Plzeňský                                  | 7 106                                     | 8,44                                      | 1                                         | 1                                         |
| Lubomír Španěl                            | SPD                                       | SPD                                       | Jihomoravský                              | 1 070                                     | 1,57                                      | 3                                         | 3                                         |
| Julius Špičák                             | ANO                                       | ANO                                       | Středočeský                               | 4 067                                     | 2,14                                      | 6                                         | 6                                         |
| David Štolpa                              | ANO                                       | ANO                                       | Jihomoravský                              | 1 990                                     | 1,24                                      | 7                                         | 7                                         |
| Dan Ťok                                   | ANO                                       | BEZPP                                     | Karlovarský                               | 5 014                                     | 11,58                                     | 1                                         | 2                                         |
| Petr Třešňák                              | Piráti                                    | Piráti                                    | Karlovarský                               | 1 316                                     | 10,73                                     | 1                                         | 1                                         |
| Karel Tureček                             | ANO                                       | BEZPP                                     | Jihočeský                                 | 1 291                                     | 1,41                                      | 4                                         | 4                                         |
| Lukáš Vágner                              | ČSSD                                      | ČSSD                                      | Jihomoravský                              | 1 750                                     | 3,55                                      | 4                                         | 5                                         |
| František Vácha                           | TOP 09                                    | BEZPP                                     | Jihočeský                                 | 1 567                                     | 9,37                                      | 2                                         | 1                                         |
| Kateřina Valachová                        | ČSSD                                      | ČSSD                                      | Středočeský                               | 3 848                                     | 8,77                                      | 2                                         | 2                                         |
| Vlastimil Válek                           | TOP 09                                    | TOP 09                                    | Jihomoravský                              | 2 085                                     | 7,91                                      | 1                                         | 1                                         |
| Jiří Valenta                              | KSČM                                      | KSČM                                      | Plzeňský                                  | 1 820                                     | 7,74                                      | 1                                         | 1                                         |
| Helena Válková                            | ANO                                       | ANO                                       | Hl. m. Praha                              | 7 276                                     | 5,84                                      | 7                                         | 3                                         |
| Petr Venhoda                              | ANO                                       | ANO                                       | Hl. m. Praha                              | 754                                       | 0,60                                      | 8                                         | 8                                         |
| Jiří Ventruba                             | ODS                                       | ODS                                       | Jihomoravský                              | 3 506                                     | 5,05                                      | 6                                         | 3                                         |
| Ondřej Veselý                             | ČSSD                                      | ČSSD                                      | Jihočeský                                 | 1 347                                     | 5,84                                      | 1                                         | 1                                         |
| Radovan Vích                              | SPD                                       | SPD                                       | Liberecký                                 | 1 136                                     | 4,96                                      | 1                                         | 1                                         |
| Jana Vildumetzová                         | ANO                                       | ANO                                       | Karlovarský                               | 7 000                                     | 16,17                                     | 4                                         | 1                                         |
| Adam Vojtěch                              | ANO                                       | BEZPP                                     | Jihočeský                                 | 1 862                                     | 2,04                                      | 3                                         | 3                                         |
| Jan Volný                                 | ANO                                       | ANO                                       | Plzeňský                                  | 2 452                                     | 2,91                                      | 2                                         | 2                                         |
| Lubomír Volný                             | SPD                                       | SPD                                       | Moravskoslezský                           | 3 715                                     | 4,88                                      | 1                                         | 1                                         |
| Radek Vondráček                           | ANO                                       | ANO                                       | Zlínský                                   | 4 687                                     | 5,53                                      | 1                                         | 1                                         |
| Ivo Vondrák                               | ANO                                       | ANO                                       | Moravskoslezský                           | 15 592                                    | 8,03                                      | 1                                         | 1                                         |
| Miloslava Vostrá                          | KSČM                                      | KSČM                                      | Středočeský                               | 1 834                                     | 3,84                                      | 2                                         | 2                                         |
| Václav Votava                             | ČSSD                                      | ČSSD                                      | Plzeňský                                  | 1 304                                     | 6,02                                      | 2                                         | 2                                         |
| Petr Vrána                                | ANO                                       | ANO                                       | Olomoucký                                 | 2 654                                     | 2,76                                      | 2                                         | 3                                         |
| Veronika Vrecionová                       | ODS                                       | ODS                                       | Středočeský                               | 3 445                                     | 4,03                                      | 2                                         | 3                                         |
| Marek Výborný                             | KDU-ČSL                                   | KDU-ČSL                                   | Pardubický                                | 2 475                                     | 14,06                                     | 1                                         | 1                                         |
| Jaroslav Vymazal                          | ODS                                       | ODS                                       | Vysočina                                  | 1 472                                     | 5,66                                      | 3                                         | 3                                         |
| Tomáš Vymazal                             | Piráti                                    | Piráti                                    | Jihomoravský                              | 1 999                                     | 3,75                                      | 2                                         | 2                                         |
| Rostislav Vyzula                          | ANO                                       | ANO                                       | Jihomoravský                              | 5 131                                     | 3,20                                      | 4                                         | 4                                         |
| Jan Zahradník                             | ODS                                       | ODS                                       | Jihočeský                                 | 5 579                                     | 14,59                                     | 1                                         | 1                                         |
| Lubomír Zaorálek                          | ČSSD                                      | ČSSD                                      | Moravskoslezský                           | 8 973                                     | 18,53                                     | 1                                         | 1                                         |
| Radek Zlesák                              | ANO                                       | ANO                                       | Vysočina                                  | 1 729                                     | 2,29                                      | 4                                         | 4                                         |
| Pavel Žáček                               | ODS                                       | BEZPP                                     | Hl. m. Praha                              | 6 406                                     | 6,45                                      | 17                                        | 4                                         |